# Garry Winogrand
Garry Winogrand, né le 14 janvier 1928 à New York (États-Unis), mort le 19 mars 1984  à Tijuana (Mexique), est un photographe  de rue américain
Un des principaux représentants du mouvement de la photographie de rue, il est renommé pour son portrait des États-Unis de la deuxième moitié du XXe siècle.
Il a été exposé à Paris au Jeu de Paume début 2015.

## Biographie
Élève d'Alexey Brodovitch, Garry Winogrand est le fils spirituel de Walker Evans. En 1955, lorsqu'il prend connaissance du travail qu'a fait Evans sur les passants dans le métro de New York, Winogrand commence son « étude photographique de la vie américaine ». Son sujet : la rue. Piéton, passant lui-même, il va, pendant presque 30 ans, inlassablement enregistrer, de manière spontanée, la complexité comme la banalité ou les bizarreries de la vie urbaine. Il conçoit la rue comme une énigme, un théâtre où tout est possible et sujet à faire image. Il photographie les hommes, les femmes, les groupes, les foules… Autant d'inconnus, autant d'anonymes. Comme le dit son galeriste Jeffrey Fraenkel, « la rue, c'était sa métaphore centrale. Là, il découvrait les moments théâtraux, aléatoires qui le passionnaient le plus et il réalisait les images qui restent au cœur de sa vision. »
Cependant, s'il s'inscrit dans le sillage de Walker Evans, son intention n'est pas la même. Très vite, il a cerné les limites du photojournalisme et il ne cherche pas à dénoncer une quelconque aliénation de l'individu. Ce qui intéresse Winogrand, c'est l'image, seulement l'Image. Son propos, c'est « l'esthétique du surgissement photographique » (Gilles Mora), c'est de savoir « à quoi ressemblent les choses quand elles sont photographiées » (G. Winogrand). Cette formule, énigmatique elle-même, résume son intention : non pas connaître les gens, rentrer dans leur intimité, chercher à composer quelque chose qui ait un sens, mais plutôt rester l'étranger, celui qui passe et qui voit, puis qui donne à voir. Ainsi, Winogrand s'intéresse-t-il plus à la femme photographique qu'à la condition féminine.
De Manhattan à Paris, en passant par Dallas, Los Angeles, Londres et d'autres villes, dans un mouvement photographique où se conjuguent l'improviste, la fluidité, l'appétit, l'énergie et surtout un formidable instinct, Garry Winogrand a réalisé plus de 100 000 images, toujours nouvelles, témoignant d'une vision toujours vierge. L'absence d'artifice, la neutralité de l'émotion, le rejet de tout formalisme, de toute esthétique a priori permettent au spectateur de rester libre dans son imagination, dans les convergences, les divergences, la composition qu'il peut faire à chaque image. À titre d'exemple, dans l'accrochage de l'Espace Van Gogh à Arles, Winogrand incite le visiteur/voyageur à méditer quelques instants sur chaque image, puis, simplement, à passer son chemin.
Disparu prématurément en 1984, Garry Winogrand est encore mal connu, tant il a laissé de travail à accomplir dans l'archivage, le développement et le tirage de ses photographies. Il est cependant l'un des maîtres de la street photography américaine, au même titre qu'Evans, Frank, Friedlander ou Klein. À sa mort, il laisse 250 000 photographies inédites.

## Livres
- The Animals (1969)

Années 1970
- Women are Beautiful (1975)
- Public Relations (1977)

Années 1980
- Stock Photographs: The Fort Worth Fat Stock Show and Rodeo (1980)

Années 1990
- The Man in the Crowd: The Uneasy Streets of Garry Winogrand (1998)

Années 2000
- The Game of Photography (2001)
- (en) Winogrand, Garry et Wilner Stack, Trudy, Winogrand : 1964, Santa Fe, Arena Editions, 2002, 1re éd., 283 p. (ISBN 978-1-892041-62-3, LCCN 2002090621) (Avec des photographies en couleurs).
- (en) Winogrand, Garry et Harris, Alex, Friedlander, Lee, Arrivals & Departures : The Airport Pictures of Garry Winogrand, New York, Charles Rivers, 2002, 1re éd. (ISBN 978-1-891024-47-4, LCCN 2002005284)

## Expositions
- 1980 : 9 avril - 7 juin, Bibliothèque nationale, Paris[3].
- 1988 11 mai - 16 août : Winogrand. Figments from the real world, commissaire d'exposition John Szarkowski, Museum of Modern Art (MoMA), New York. L'exposition est ensuite présentée à : 
  - 17 septembre - 13 novembre 1988 : Photographs by Garry Winogrand, Art Institute of Chicago[4] ;
  - 10 juin - 20 août 1989 : Garry Winogrand, Museum of Contemporary Art (MOCA), Los Angeles[5]
  - 21 février - 14 avril 1991 : Garry Winogrand: ficción del món real, Fondation Antoni-Tàpies, Barcelone[6].
- 2001 : Winogrand's Street Theater, Rencontres de la photographie d'Arles[7].
- 2013 : Museum of Modern Art, San Francisco[2].
- 2014 - 2015 : 
  - 14 octobre 2014 - 8 février 2015 : exposition rétrospective, Jeu de Paume, Paris[2],[8],[9].
  - 13 décembre 2014 - 17 mai 2015 : WOMEN ARE BEAUTIFUL, Musée de la photographie, Charleroi.